# 原光雄
原 光雄（はら みつお、1909年8月5日 - 1996年10月20日）は、日本の科学論・科学史研究者。
山梨県出身。京都帝国大学理学部卒。1938年川崎重工業に入社。1956年大阪市立大学教授。1972年定年退官、名誉教授、阪南大学教授、1981年退職。
1937年寺田寅彦の物理学研究に対する態度を批判。近代化学史研究を通じて科学の方法論を「自然弁証法の研究」としてまとめた。田辺振太郎とも論争を行った。

## 著書
- 『自然弁証法の研究』大雅堂 1947
- 『大化学者 上 (ラヴオアジエ伝)』弘文堂書房　1947
- 『科學と民主主義』三一書房 1948
- 『自然弁証法』日本科学社 1948
- 『自然弁証法入門』弘文堂 アテネ文庫 1949
- 『近代化学の父 ジョン・ドールトン』岩波新書 1951
- 『日常の化学 百万人のために』弘文堂 1951
- 『化学入門』岩波新書 1953
- 『化学を築いた人々』中央公論社 1954
- 『自然弁証法の諸問題』法律文化社 1954
- 『商品学概論』森山書店 1955
- 『技術論』弘文堂 アテネ新書 1960
- 『唯物史観の原理』青木書店 1960
- 『要説商品学』有斐閣 1960
- 『商品学要説』雄渾社 1965

### 共著編
- 『化学』編 毎日新聞社 私の実験室 1954
- 『物理』湯谷一,高畑正臣共著 毎日新聞社 私の実験室 1954

### 翻訳
- ディッキンソン『ジェームズ・ワット』創元社 1941
- スティルマン『パラケルスス』創元社 1943
- プリストリ『酸素の発見』訳編 大日本出版 1946
- ジョン・リード『世界をゆるがした十日間』三一書房 1946／岩波文庫（上下）1957
- イリン『燈火の歴史』民友社 1946／角川文庫 1956
- エンゲルス『自然弁証法』三一書房 1949